# Jay Stewart
Pour les articles homonymes, voir Stewart.
Jay Stewart est un animateur de jeux télévisés américain né le 6 septembre 1918 à Summitville, Indiana (États-Unis), décédé le 17 septembre 1989 à Hollywood (Californie).

## Filmographie
- 1952 : Bandstand (TV)
- 1968 : Talking Pictures (TV) : Announcer
- 1969 : Jimmy Durante Presents the Lennon Sisters (série TV) : Announcer
- 1985 : Explorers : Special Vocal Effects (voix)
- 1988 : Blackout (série TV) : Announcer (3 / 28 - 4 / 1 / 1988)